# 事業用操縦士
事業用操縦士（じぎょうようそうじゅうし、英：Commercial Pilot Licence、略称：CPL）は、航空従事者国家資格のうちの1つ。国土交通省管轄。
遊覧や報道などといった、報酬目的で使用する場合や、航空会社で副操縦士として航空機を操縦する場合に必要な免許である。
厳密ではないが日本の運転免許に例えると第二種運転免許に相当する。運転免許との違いは、貨物運送業のドライバーは第一種免許でも出来る（運送会社に就職し車両に事業用ナンバーを受け保険にも加入すれば良い・または個人事業として自身が所有する車両に事業用ナンバーを受け必要な保険に加入すれば良い）が、他人のための航空機運航（他人・他社の貨物輸送・他人の観光飛行や他社の人員の移動のための飛行）は自家用免許では認められない。

## 概要
航空法上の業務範囲は、
とされている。
いわゆる「副操縦士に必要な免許」であるが、副操縦士に関する業務範囲は4.のみであり、他は機長としての業務ができる範囲である。（例えば遊覧飛行は3.に該当し、事業用操縦士のみで操縦することができる。）そのため、養成課程にエアラインの副操縦士では使用しない範囲が複数含まれている。
2013年からは養成課程よりエアラインの副操縦士として不要な教育を除き、必要な教育を充実させた准定期運送用操縦士の免許が新設され、JALやANAでは2014年より副操縦士の自社養成がこちらに移行している
飛行機と回転翼航空機と滑空機と飛行船の４つの種類に分かれ、エンジンの形式や数などの等級、型式についての限定は自家用操縦士と同じである。
身体的条件（健康状態）は自家用操縦士等に比べて基準が高い「第一種航空身体検査証明」が必要である。
なお実際の飛行には、管制塔や他の航空機と交信するため事業用の場合は、一・二級総合無線通信士か航空無線通信士の免許が必要となる。なお自家用については航空特殊無線技士でも可能である。
国家試験実技は毎月、学科はCABのホームページに記載（実施は国土交通省）。試験には18歳以上の年齢制限のほか、一定の飛行経歴が必要になる。

## 試験科目
飛行機、回転翼航空機、飛行船
- 学科

1. 航空工学
2. 航空気象
3. 空中航法
4. 航空通信
5. 航空法規（国内・国際）

- 実技

1. 運航知識、飛行前作業、離着陸、異常時及び緊急時の操作、航空交通管制機関等との連絡、総合能力等
2. 外部視認飛行
3. 野外飛行

滑空機
- 学科

1. 航空工学
2. 滑空飛行に関する気象
3. 空中航法
4. 航空通信（動力滑空機のみ受験）
5. 航空法規（国内）

- 実技

1. 運航知識
2. 点検・飛行上等航行
3. 離陸・着陸
4. 緊急時操作・連携・連絡
5. 総合能力

## リンク
- パイロットになるには - 国土交通省